# Arthur Claudiu David
Arthur Claudiu David (n. 2 iunie 1977, Baia Mare – d. 24 iunie 2012, Baia Mare) a fost un pugilist român, de patru ori campion național (1996, 1997, 1998, 2001) și de trei ori vicecampion național.

## Studii
Fostul boxer a fost licențiat în Educație Fizică și Management în Sport și era master în Științe Economice (ambele obținute la Universitatea "Bogdan Vodă", Baia Mare).

## Carieră
Arthur David și-a început cariera în 1994, la CSM Baia Mare, s-a transferat la Dinamo București, pentru care a luptat în 1999 și 2000, după care a revenit în Maramureș, până în 2004, când a renunțat la activitatea competițională. A fost cooptat și în lotul național, iar una dintre cele mai bune performanțe a obținut-o la Jocurile Francofone din Canada (2001), unde s-a clasat pe locul 5, fiind antrenat de Francisc Vaștag.
După șase ani de absență din peisajul competițional pugilistic, Arthur David a revenit în martie 2010 în ring, cu prilejul Cupei României. Competiție la care a fost eliminat din primul meci, și-a luat, însă, revanșa cu prilejul Campionatului Național destinat seniorilor, unde băimăreanul a obținut medalia de bronz, la categoria +91 kg. Pregătirea pentru reintrarea în formă competițională a inceput-o în octombrie 2009. „La îndrumările prietenului meu, Claudiu Râșco, antrenor la Sighet, care m-a încurajat și mi-a zis că aș putea să fac o treabă bună la Campionatul Național, m-am decis să revin în ring”, a declarat în 2010, pentru eMaramureș, Arthur David. Pregătirile le-a derulat atât la CSM Baia Mare, cât și cu Claudiu Râșco în Sighet și cu Radu Cârstea de la CSS 2 Baia Mare.

## Decesul
Arthur David a încetat din viață în seara zilei de 24 iunie, în urma unui stop cardio-respirator. Decesul acestuia a fost declarat în jurul orei 22.45, după ce medicii Spitalului Județean de Urgență Baia Mare au încercat să îl resusciteze aproape o oră. La orele serii, fostul sportiv a fost internat de urgență în unitatea medicală, unde a fost adus după ce a început să simtă dureri atroce la inimă. Medicii i-au acordat primul ajutor și l-au pus sub supraveghere, însă nu au putut lua decizia transferării lui într-o clinică de specialitate din Cluj-Napoca sau Târgu Mureș din cauza stării lui de sănătate. De asemenea se poate lua în considerare faptul că lipsa de medici specialiști sau slaba pregătire a celor existenți, combinată cu lipsa echipamentelor moderne de la Spitalul Județean Baia Mare, a contribuit la moartea unui număr mare de pacienți.

## Înmormântarea
Fostul campion Arthur David a fost condus pe ultimul drum în data de 27 iunie, în cimitirul de la vechea catedrală ortodoxă din Baia Mare. Tânărul, stins la vârsta de doar 35 de ani, a fost condus pe ultimul drum de către rude, prieteni și sportivi la ora 13.00. La ceremonia funerară a fost prezentă sora lui Arthur David, venită din Germania, însă fratele tânărului, încarcerat la Penitenciarul Gherla, nu a primit sperata permisie pentru a ajunge în Baia Mare. Pe lângă rude, mai mulți prieteni și colegi ai fostului boxer și-au prezentat omagiile la despărțirea finală.